# La Vaca Sagrada
La Vaca Sagrada és el sobrenom que va rebre l'avió presidencial utilitzat al començament dels anys 1950 pel dictador i el que llavors era president de Veneçuela Marcos Pérez Jiménez. La vaca sagrada va ser l'avió que va utilitzar Pérez Jiménez i la seva família quan es van veure forçats a abandonar el país amb rumb a la República Dominicana durant el cop d'estat de 1958 a Veneçuela. No és clar quan va començar a ser anomenat «La vaca sagrada», apel·latiu que probablement portés des de la seva consignació com avió presidencial veneçolà.

## Avió presidencial
La Vaca Sagrada és un avió de quatre motors Douglas C-54 "Skymaster" i va ser el primer avió presidencial adquirit pel govern veneçolà, comprat pel llavors president de Veneçuela Rómulo Gallegos. No obstant això, quan l'avió va arribar a Veneçuela el 1948, ja havia estat enderrocat Gallegos i és la Junta Militar de Govern qui fa ús de l'avió. L'aeronau, amb registre oficial "7-ATT", es distingeix a més per portar a banda i banda del fuselatge dos escuts de Veneçuela. Va ser extensament utilitzada pel dictador Marcos Pérez Jiménez per als seus viatges pel país i per l'exterior. També va ser utilitzada per transportar cap a Barranquilla (Colòmbia) als insurrectes del fallit cop militar l'1 de gener de 1958.
No es va comprar un altre avió presidencial a Veneçuela fins al govern de Rafael Caldera, qui va adquirir un Avro 748 i després, als anys 1970s, Carlos Andrés Pérez compraria un model més voluminós, Boeing 737 sèrie 200. Després durant el govern d'Hugo Chávez es va adquirir un Airbus A319 CJ el 2002.

## 23 de gener
Després dels successos en contra de la dictadura veneçolana des de principis de gener de 1958, Pérez Jiménez es va veure impossibilitat de resistir la crisi militar. Tot i que el coronel Simón Adolfo Medina Sánchez del Batalló Caracas va presentar un pla per reprendre l'Escola Militar, Pérez Jiménez comenta: "prefereixo anar-me'n abans de matar cadets". El dictador es comunica amb la seva dona Flor Chalbaud i li diu que es prepari amb les seves tres filles per sortir del país. Pugen a bord a més la sogra del general, Luis Felipe Llovera Páez (militar que es trobava reunit amb Pérez Jiménez a Miraflores), la seva dona i els seus dos fills, els doctors Pedro Antonio Pérez Vives, Pedro Antonio Gutiérrez Alfaro, Raúl Soulés Baldó i el "platinat" Fortunato Herrera.
Pérez Jiménez va ordenar a José Cova Rei, un dels més fidels "perezjimenistes", que busqués Abel Romero Villate per tenir a punt l'avió. L'avió presidencial es trobava a l'aeroport de la Carlota, i a les 2 de la matinada del 23 de gener de 1958, pilotat pel mateix Cova Rei, s'enlaira l'històric vol, símbol de la caiguda de l'última dictadura a Veneçuela.
L'enlairament no va comptar amb el servei nocturn d'abalisament, probablement raó perquè les bateries antiaèries del Ministeri de la Defensa a Caracas no entressin en acció ni ho fessin les naus que estaven en posició de combat en aigües de la Guaira, incloent el destructor Brión. Altres versions asseguren que Pérez Jiménez, veient-se derrotat, va escriure un missatge a la Comandància de la Marina, avisant del seu exili i sol·licitant hora de fugir amb la seva família. El vol va passar per Curaçao i després va anar cap a Ciudad Trujillo (nom amb què es coneixia aleshores a la ciutat de Santo Domingo).
Per ser propietat de la Força Aèria Veneçolana, la nau és volada de retorn al país i actualment reposa en exhibició en els terrenys del Museu Aeronàutic de Maracay.